# Vaccinium xerampelinum
Vaccinium xerampelinum är en ljungväxtart som beskrevs av Herman Otto Sleumer. Vaccinium xerampelinum ingår i Blåbärssläktet, och familjen ljungväxter. Inga underarter finns listade i Catalogue of Life.